# Hans van Mierlo
Henricus Antonius Franciscus Maria Oliva van Mierlo (Breda, 18 de agosto de 1931 - Ámsterdam, 11 de marzo de 2010), más conocido como Hans van Mierlo, fue un político y periodista neerlandés. Fundador del partido socioliberal Demócratas 66, ostentó los cargos de vice primer ministro de los Países Bajos y ministro de Asuntos Exteriores bajo el primer gobierno de Wim Kok (1994-1998). Además fue ministro de Defensa desde 1981 hasta 1982, y ministro de Estado desde 1998 hasta 2010.

## Biografía
Hans van Mierlo, cuyo nombre de pila era Henricus Antonius Franciscus Maria Oliva, nació el 18 de agosto de 1931 en Breda, Brabante Septentrional (Países Bajos), siendo el segundo de ocho hermanos en una familia católica de clase alta. En su etapa estudiantil cursó la secundaria en el colegio jesuita Saint Canisius de Nimega, completó un año de servicio militar, y después se matriculó en Derecho por la Universidad Católica de Nimega.
Antes de dar el salto a la política se dedicó al periodismo. Van Mierlo aprovechó su juventud para realizar varios viajes a Francia, llegando incluso a colaborar con el periódico L'Indépendant de Perpiñán. Y aunque obtuvo la maestría en Derecho en 1960, inmediatamente fue contratado por el diario liberal Algemeen Handelsblad en Ámsterdam; primero como redactor, y en los últimos dos años ascendido a jefe de opinión.
En el plano personal estuvo casado tres veces y ha tenido tres hijos. Su última esposa fue la escritora Connie Palmen, con quien contrajo matrimonio en 2009 luego de diez años de relación.

## Trayectoria política

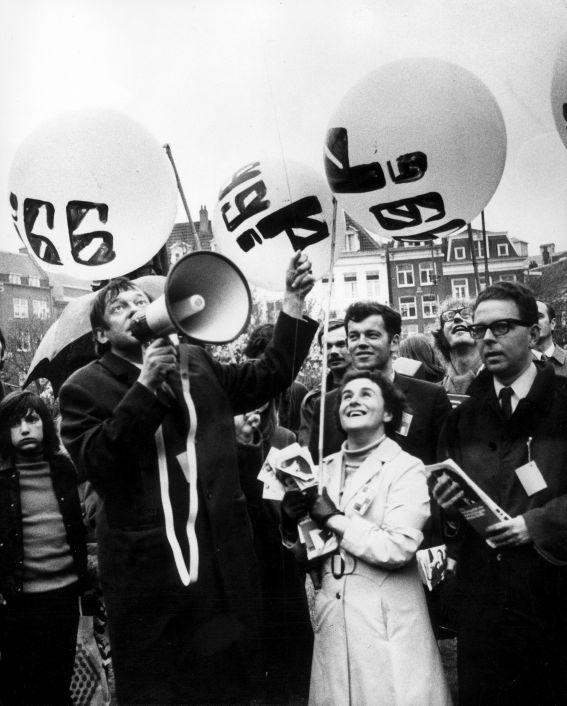
Hans van Mierlo durante una campaña electoral (1971).

En 1966 fue uno de los impulsores —junto al también periodista Hans Gruijters— del partido Demócratas 66 (D66), una formación socioliberal que pretendía transformar la democracia neerlandés, entre otras propuestas mediante el final de la pilarización que funcionaba desde el siglo XIX. Con un programa que él mismo definió como «pragmático» y «científico», sumado a una campaña electoral novedosa para la época, se presentó como cabeza de lista en las elecciones generales de 1967 y obtuvo siete escaños.
Al ser la séptima fuerza nacional en la Cámara de Representantes, Van Mierlo apostó por una mayor colaboración entre D66 y el Partido del Trabajo, por aquel entonces en la oposición. Sin embargo, esa idea contó con el rechazo de destacados miembros de su partido. La cooperación se estrechó después de los comicios de 1971, con 11 representantes, a través de un gabinete en la sombra al gobierno de Barend Biesheuvel en el que él mismo participó. Esa estrategia no tuvo el éxito esperado, pues en las elecciones adelantadas de 1972 cayeron hasta los seis escaños.
En su último año al frente de D66, tomó parte de las negociaciones de un gobierno de coalición con los socialdemócratas de Joop den Uyl, en el que Hans Gruijters fue nombrado Ministro de Vivienda. Cuando el nuevo gobierno ya había tomado posesión, Van Mierlo dimitió al frente de D66 por los malos resultados electorales y fue reemplazado por Jan Terlouw. Aun así, mantuvo su acta de diputado hasta las elecciones de 1977.
Después de las elecciones generales de 1981, Jan Terlouw pidió a Van Mierlo que asumiera el Ministerio de Defensa en el segundo gabinete de Dries van Agt, primer ministro neerlandés y líder de la Llamada Demócrata Cristiana (CDA). Formó parte del gobierno desde el 11 de septiembre de 1981 hasta el 4 de noviembre de 1982, y durante ese año tomó medidas como visitar a los soldados neerlandeses en la Fuerza Provisional de las Naciones Unidas para el Líbano. Ese mismo año Terlouw dimitió como consecuencia de los malos resultados electorales de D66, por lo que Van Mierlo retornaría a la primera línea política: en 1983 fue elegido senador, y tres años más tarde recuperó el liderazgo del partido que había fundado.
En el tiempo que permaneció al frente de D66, el partido se consolidó como la cuarta fuerza política neerlandesa. El punto de inflexión llegó en laselecciones generales de 1994: 1 391 000 votos (15,5%) y 24 escaños, en parte debido al hundimiento de los dos partidos tradicionales (PVdA y CDA), que representaba el mejor resultado en la historia de los socioliberales.

### Vice primer ministro
En agosto de 1994 hubo un acuerdo entre el Partido del Trabajo (PVdA), el Partido Popular por la Libertad y la Democracia (VVD) y Demócratas 66 para formar un gobierno de coalición, apodado «gobierno púrpura» porque era el primero desde 1908 que no contaba con los demócratacristianos. El socialista Wim Kok fue elegido primer ministro, mientras que Hans Van Mierlo asumió como vice primer ministro y ministro de Asuntos Exteriores. Compaginaría ambos cargos desde 1994 hasta 1998.
Durante su etapa en Exteriores, Van Mierlo apostó por promover los derechos humanos y acercar el proyecto europeo a la ciudadanía. Países Bajos aprovechó la presidencia del Consejo de la Unión Europea en el primer semestre de 1997 para alcanzar un acuerdo económico con la Autoridad Nacional Palestina, en los mismos términos que el rubricado con Israel. También tuvo que afrontar las críticas al papel de los Países Bajos en la masacre de Srebrenica de 1995, pues la región en la que fueron asesinadas 8000 personas de etnia bosniaca estaba bajo la supuesta protección de 400 cascos azules neerlandeses.
Las bajas expectativas en las encuestas motivaron la renuncia de Van Mierlo a liderar Demócratas 66 en 1997. Eligió como sucesora a Els Borst, la entonces ministra de Sanidad, que cayó hasta los 773 497 votos (9%) y 14 escaños. Con los socioliberales en una posición debilitada para negociar, Van Mierlo fue vetado de la nueva coalición púrpura por parte del VVD. De este modo, el vice primer ministro terminaría renunciando al escaño el 18 de agosto de 1998.

## Vida posterior
Un mes después de su retirada fue nombrado Ministro de Estado, un cargo honorario para políticos destacados en la democracia neerlandesa. En la década del 2000 ocupó puestos directivos en organizaciones literarias y culturales, y fue condecorado con la Orden del León Neerlandés. En 2002 representó a los Países Bajos en la primera convención sobre el futuro de Europa, aunque renunció a los pocos meses por discrepancias con el gobierno de Jan Peter Balkenende.

### Muerte
Van Mierlo falleció en Ámsterdam el 11 de marzo de 2010, a los 78 años, por complicaciones hepáticas. Padecía problemas de salud desde que en 1982 le fuese diagnosticada la hepatitis C por una transfusión de sangre contaminada, y en el 2000 tuvieron que trasplantarle el hígado por esa razón. Sus restos permanecen enterrados en el cementerio de Zorgvlied.